# Redwall (série télévisée d'animation)
Pour la suite romanesque ayant inspiré la série télévisée, voir Rougemuraille "Redwall".
Redwall est une série télévisée d'animation franco-canadienne en 39 épisodes de 26 minutes, créée d'après la série de livres homonyme de Brian Jacques, et diffusée du 8 septembre 1999 au 25 février 2002 sur Télétoon.
En France, la série a été diffusée à partir du 20 décembre 1999 sur France 3 dans l'émission Les Minikeums et rediffusés sur France 2 et Gulli, en Belgique sur La Deux, et en Suisse sur TSR 2 dans l'émission Mabule.

## Synopsis
Après avoir vu sa famille mourir et sa maison brûler dans une attaque barbare, un jeune souriceau du nom de Matthias est recueilli par les animaux résidant à l'abbaye de Redwall. Il ne se doute alors pas que l'attendent de grandes aventures qui changeront radicalement sa vie.
Dans la saison 2, Redwall cherche à récupérer désespérément ses jeunes enfants enlevés par un renard masqué du nom de Salik qui a une haine féroce envers Matthias et l'abbaye pour ce qu'il a subi dans le passé au temps de Cluny le Fléau.

## Distribution
dans les trois saisons
- Tyrone Savage : Matthias
- Alison Pill : Fleur-de-Maïs
- Wayne Robson : frère Mathusalem
- Richard Binsley : Basile le lièvre
- Janet Wright : Constance

Redwall
- Diego Matamoros : Cluny le Fléau

Redwall, l'histoire de Mattiméo
- Tim Curry : Salik le Barbare
- Michael Seater : Mattiméo
- John Stocker : Abbé Mordalfus
- Wayne Best : Général Becdacier

Redwall, l'histoire de Martin le guerrier
- Amos Crawley : Martin
- Lindsey Connell : Rose
- Diego Matamoros : Barabal
- John Stocker : Butor La Griffe
- Graham Haley : Grégoire
- Ali Mukaddam : François
- Luca Perlman : Brome
- Jonathan Wilson : La Malice

### Voix françaises
- Emmanuel Garijo : Matthias (saison 1)
- Alexandre Gillet : Matthias (saison 2)
- Patricia Legrand : Fleur de Maïs, Couli-Queue-Plate, Bébé-boule, Brome, Caroline
- Denise Roland : Constance
- Jean Berger : L'abbé Mortimer, Jean Sourissice (saison 1), Abbé Mordalfus
- Jean-Claude Donda : Basile
- Gabriel Le Doze : Cluny le fléau, Salik le renard
- Benoît Allemane : Frère Mathusalem, Ombre, Mr. Taupe, Roland la Hache
- Zaïra Benbadis : Jess, Bec de guerre, Ivy la terrible, Sol, Vil, Proserpine
- Frédéric Norbert : Asmodeus, Vol Fromage, Vol Poulet, Général Becdacier, Lamite, Barabal
- Michel Muller : Buche-à-Buche, Paulo Pato, Jean Sourissice (saison 2), Merlin
- Alexis Pivot : Mattimeo
- Nathalie Bleynie : Aimée, Béa, Rose
- Naïké Fauveau : Toupie
- Danièle Hazan : Toine, Célia, Marguerite
- Jane Val : Dame Sourissice, Cécile, la grand-mère de Martin,
- Thierry Bourdon : Martin
- François Jaubert : Butor la Griffe
- Michel Tugot-Doris : Raoul, Hilgorce, Dent Dure
- Philippe Ariotti : Baptiste le narrateur, La malice
- Olivier Hémon : Radan, Thomas
- Emmanuel Fouquet : Baratte, Crocs Croisés, Diablo
- Charles Pestel : François
- Jacques Bouanich : Grégoire

## Personnages

### Dans les 3 saisons
- Matthias : Héros de la première saison et personnage principal de la deuxième ; Matthias est une souris guerrière, descendant de Martin le guerrier ; il ne le découvrira cependant que tard. Orphelin, (ses parents et sa famille ayant été tués par Cluny le Fléau), il est recueilli très jeune à l'abbaye de Redwall par Constance et l'abbé Mortimer. C'est lui qui sauvera l'abbaye de Cluny le Fléau en tuant celui-ci. Lors de la saison 2, il sauve (avec l'aide de Basile le Lièvre, Roland la Hache et d'autres) son fils ainsi que d'autres enfants (et quelques adultes) prisonniers de Salik le Barbare et de Malkariss. Outre sa grande sagesse, il possède de grandes qualités guerrières, n'hésitant pas à s'attaquer à des animaux jusqu'à cinq fois plus gros que lui. Son cri de guerre est « Redwaaaaaaaaaaall ! ».Dans les romans, son nom est Mathieu.
- Fleur-de-Maïs : Infirmière à Redwall, elle rencontre Matthias pour la première fois lorsqu'elle se balade dans le parc de l'abbaye. Elle tombe amoureuse de celui-ci dans les derniers épisodes de la saison 1 et l'épousera à la fin de cette même saison. Elle donnera naissance à Mattimeo, héros de la saison 2. Elle est très courageuse mais également affreusement obstinée et espiègle comme le fait remarquer le Père Abbé de la saison 2. Elle s'appelle Florine dans le livre.
- Basile Lelièvre : Lièvre vivant à Redwall, Basile est un bon-vivant, très poli, appréciant les fêtes et surtout les bons repas, c'est un ancien officier et éclaireur aujourd'hui à la retraite. Il se bat néanmoins lors des 2 saisons le mettant en scène (la 1 et la 2), on apprend alors qu'il est également un ancien champion de boxe française et on observe qu'il a conservé une partie de ses capacités physiques. Il est également un excellent pisteur. Son cri de guerre est « Abreuvons-les de sang et de vinaigre ! ». Il est moqueur avec ses ennemis.
- Constance : Blairelle vivant à Redwall, .Elle est la dame blaireau de l'abbaye (chargée de la sécurité de Redwall et de l'éducation des petits). C'est elle qui recueillera Matthias avec l'abbé Mortimer, père abbé de l'époque. Elle possède de très grandes qualités combatives mais également un bon cœur et est toujours prête à défendre ses camarades, quel qu'en soit le prix. Elle déteste le Fléau, le surnommant "Cluny le Zéro".
- Jess : Femelle écureuil vivant à Redwall, c'est une excellente alliée de Matthias et des autres. C'est une excellente grimpeuse qui montre son utilité quand il y a une escalade à effectuer. Elle aide Matthias à plusieurs reprises dans la saison 1 et survit à la bataille finale. Dans la saison 2, elle accompagne Matthias, Basile et les autres pour retrouver Mattiméo et les enfants de Redwall, son fils Sol, ayant été enlevé lui aussi. Elle survit à la bataille finale de la saison 2. Son cri de guerre est "Par le chêne et par la noisette !"
- Mattimeo : Héros de la saison 2. Fils de Matthias et de Fleur-de-Maïs, c'est un souriceau courageux ; mais, du fait de sa naissance « privilégiée », il a tendance à développer une espèce de complexe de supériorité. Ce qui le mène parfois également à être turbulent. Il obéit cependant à son père, sachant qu'il a raison dans ses décisions. Il sera enlevé avec pratiquement tous les enfants de Redwall par Salik le Barbare. Lors de cette capture et captivité, il mûrit et « devient un guerrier » en prouvant à maintes reprises son courage (Il fomente une évasion, et tient tête à Salik…). Il épouse Béatrice dix années après et ils ont eu un enfant.
- Mordalfus : frère dans la saison 1, il devient le nouvel abbé après la mort de l'abbé Mortimer dans le final de la même saison. Il donne sa permission pour que Matthias et ses amis (Basile et Jess) se lancent à sa poursuite de Salik, il participe à la guerre contre Becdacier et survit à la bataille finale.
- Martin le guerrier : Martin est le fondateur de l'abbaye de Redwall, et le héros de Matthias. Lorsqu'il était jeune son père, Luc le guerrier, est parti pour aller combattre Barabal, un pirate qui était le fléau des côtes de Marshank. En partant, son père lui remit son épée. Martin lui promit de ne jamais donner son épée à aucune créature. Il est resté seul avec sa grand-mère. Peu de temps après, ils furent tous les deux capturés par Barabal pour être ses esclaves. Barabal lui vola son épée. Il finit un jour par se battre avec un capitaine de Barabal qui voulait fouetter un autre esclave. Barabal voudra le donner en pâture aux goélands ; mais, durant la nuit, Rose de Beauval, à la recherche de son frère Brome, l'entendra et voudra l'aider. Alors qu'il aide Bertrans, le père de François, il se fait prendre par Barabal et celui-ci le donnera en pature aux oiseaux. C'est lorsqu'il se met à crier après Barabal qu'il fera la connaissance de Rose, qui le sauvera. Barabal lui proposera ensuite de devenir son allié, mais Martin refusera. Barabal le jettera au trou et il fera la connaissance de François et de Brome, frère de Rose. Martin aura alors une idée pour s'échapper. Il réussira à être libéré avec Brome et François par Rose et son ami Grégoire, une taupe. Il se fera principalement aider par Grégoire, Rose, et son frère dans sa lutte pour renverser Barabal. Après la mort de Rose et la chute de Barabal et son armée, Martin voyagea pour faire respecter la paix sur la Terre des Forêts. Il finira par trouver la paix et le bonheur en créant l'ordre et l'abbaye de Redwall avant de mourir de vieillesse, rejoignant sa bien aimée Rose dans l'au-delà.

### Saison 1
- Cluny le Fléau : Rat malfaisant, borgne et sournois, Cluny est le chef d'une armée de vermines (rats, furets et hermines) sans foi ni loi ayant pour seul but de conquérir le plus grand territoire possible, y compris l'abbaye de Redwall, il met en œuvre tous les moyens possibles pour y parvenir. Asmodeus et lui sont les principaux méchants de la saison 1. Tout comme Matthias, il possède de grandes qualités guerrières ; mais il est en outre beaucoup plus grand et plus terrifiant que celui-ci. Il meurt tué par Matthias dans le dernier épisode de la saison 1, écrasé par la cloche de l'abbaye, dont les cordes avaient été coupées par celui-ci. Matthias venge ainsi ses parents et sa famille, car Cluny était responsable de leur mort (nota : dans les livres il n'en est rien, le massacre de la famille du héros est un rajout des scénaristes).
- Ombre : Membre de la horde de Cluny et son atout. Il lui ordonne de voler la tapisserie de Martin, comme il est le seul à pouvoir escalader les murs de Redwall, il réussit mais Matthias le surprend et le poursuit. En essayant de l'arrêter, Matthias lui fait perdre l'équilibre et Ombre tombe du haut du mur, gravement blessé. Il survit et demande à Cluny de ne pas l'abandonner et l'appelle chef mais Cluny répond simplement : "Il y a pas de place chez moi pour les amateurs". Puis il l'abandonne. Sur le point de mourir, il dit à Matthias et Constance que Martin est entre les mains de Cluny puis meurt, (épisode 2).
- Crâne de fer : Membre de la horde de Cluny. Quand le cheval conduisant Cluny et son armée à Redwall se trompe de chemin, Cluny le jette sur le cheval pour l'arrêter mais il tombe hors de l'écran et meurt, (épisode 1).
- Rageur : Nouvelle recrue de la horde de Cluny. Il est assommé par Matthias puis attaché à un arbre. Il réussit à se libérer mais Asmodeus le trouve et le dévore, (épisode 2).
- Scragg le Furet : Nouvelle recrue de la horde de Cluny. Il est tué par Vole Fromage quand ce dernier le pousse du haut d'un arbre pendant la première bataille de Redwall, pour l'avoir poussé quand Cluny lui a dit de le remplacer durant son plan d'attaque, (épisode 2).
- Vole Fromage : Nouvelle recrue de la horde de Cluny. Ambitieux, il commence par tuer Scragg, pour se venger de lui et gagner les faveurs de Cluny. Plus tard, il essaie de l'assassiner mais échoue. Cluny est averti de sa trahison par Killconey. Leurré dans le piège destiné à son ancien chef, il est tué quand Constance lui tire la flèche de son arbalète après qu'il a enfilé l'armure et le dard de Cluny et pénétré dans sa tente, (épisode 8). C'est un mauvais stratège, ambitieux, goinfre et vaniteux.
- Dent Rouge : Membre de la horde de Cluny. Il est également le second de Cluny. Il est assommé par Fleur de Maïs puis tué quand la Tour d'Assaut de Cluny s'effondre à cause de cette dernière, (épisode 8).
- Griffe Noire : Membre de la horde de Cluny. Il est également le commandant en troisième de Cluny. Lors de l'offensive souterraine, coincé dans le trou creusé pour pénétrer dans la cour de Redwall, les combattants de Redwall versent de l'huile bouillante sur lui, mais il survit (épisode 10), alors qu'il meurt dans le livre. Il est finalement tué, hors de l'écran, dans la bataille finale, (épisode 13).
- Crotte de Nez : Membre de la horde de Cluny. Il survit à toutes les batailles, puis est finalement tué, hors de l'écran, dans la bataille finale, (épisode 13).
- Sang de Crapaud : Membre de la horde de Cluny. Il survit à toutes les batailles, et participe à la bataille finale où il est finalement tué, hors de l'écran, par Matthias, (épisode 13).
- Killconey : Nouvelle recrue de la horde de Cluny. C'est un furet totalement dévoué à Cluny, qui le prévient notamment de la tentative d'assassinat contre lui ainsi que de la trahison de Vol Fromage. Il survit à toutes les batailles, et participe à la bataille finale où il est finalement tué, hors de l'écran, par Matthias, (épisode 13).
- Crocs Baveux : Nouvelle recrue de la horde de Cluny. Il survit à toutes les batailles, et participe à la bataille finale où il est finalement tué par Constance, (épisode 13).
- Asmodeus : Vipère gigantesque terrorisant la région des plaines autour de Redwall, Asmodeus dévore toutes les créatures passant à sa portée. Il est, avec Cluny, le méchant principal de la saison 1. Beaucoup de guerriers ont déjà tenté de le tuer, aucun n'a jamais réussi à le vaincre. Il connaîtra sa mort dans l'épisode 11 de la saison 1, quand Matthias l'affrontera et le tuera avec l'épée de Martin au terme d'un combat titanesque, en lui tranchant la tête.
- Bec-de-Guerre : Fille d'Aile Sombre, Reine des moineaux et nièce du Roi Sparra. Elle apparaît au début comme relativement belliqueuse vis-à-vis des habitants de Redwall. Cependant, elle sera sauvée par Matthias et changera de comportement en devenant une amie loyale et fort utile (notamment lors de la saison 2). Elle déteste Asmodeus car il est responsable de la mort de son père. Dans la saison 1, elle aide Matthias à vaincre la horde de Cluny Le Fléau et survit à la bataille finale de la saison 1. Après la mort de sa mère, Aile Sombre entre la saison 1 et 2 elle devient la Reine des Moineaux. Dans la saison 2, elle est mortellement blessée en combattant les rats de Pierre Mouchetée alors qu'elle avait pour mission de localiser Matthias pour lui donner une carte, et qu'elle arrive en renfort avec son escadron de moineaux pour aider Matthias et ses amis. Elle meurt une fois sa mission accomplie, Matthias et ses amis autour d'elle (épisode 8).
- Aile Sombre : Ancienne Reine des Moineaux, sœur du Roi Sparra, et mère de Bec-de-Guerre. Tout comme sa fille, elle est relativement belliqueuse vis-à-vis des habitants de Redwall, au début. Cependant elle changera de comportement après que Matthias aura sauvé sa fille et deviendra une amie loyale. Elle apparaît loyale envers le Roi Sparra, mais en réalité elle le déteste car son mari est mort durant la quête de son frère pour s'emparer de l'épée de Martin, détenue par Asmodeus. Elle envoie son frère dans un piège pour qu'il soit tué par Asmodeus mais il survit. Après sa mort contre Matthias, elle devient Reine des Moineaux puis aide Matthias à vaincre la horde de Cluny Le Fléau et survit à la bataille finale de la saison 1. Elle meurt entre la saison 1 et 2.
- Le Roi Sparra : Ancien Roi des Moineaux. Frère d'Aile Sombre et Oncle de Bec-de-Guerre. Il est fou et cruel. Voulant s'emparer de l'épée de Martin détenue par Asmodeus pour la garder pour lui-même. Voulant lui faire payer la mort de son mari, mort des crocs d'Asmodeus à cause de lui, Aile Sombre parvient à l'envoyer dans un piège pour qu'il soit tué par Asmodeus mais il survit. Furieux d'avoir été trompé, il jure de la tuer. Il aperçoit Matthias qui était son prisonnier, condamné à mort qui s'est évadé grâce à Bec-de-Guerre et entretemps lui a volé le fourreau de l'épée de Martin. Il finit noyé en tombant dans le lac de Redwall, en essayant de tuer Matthias. Tout ce qui reste de lui est une plume trouvée par Constance, (épisode 4).
- Dugudule : On ne connaît pas son véritable nom, « Dugudule » étant le titre honorifique de chef de clan. Dirigeant de la guilde des musaraignes du bois moussu, Dugudule est l'un des nombreux amis de Matthias lors de ses aventures. Bien qu'on sache peu de choses à son sujet, il est considéré comme un bon chef par son clan bien que peut-être un peu autoritaire (Matthias l'appellera pour rire « despote à moustaches »), il a également un grand cœur et est toujours prêt à aider ses amis. Selon les règles de son clan, il ne peut être désobéi par les musaraignes. Il rencontre Matthias dans la saison 1 et devient un de ses plus fidèles amis. Il l'aidera à vaincre Asmodeus et deviendra le chef des musaraignes après la mort de Guosim, ancienne meneuse des musaraignes, tuée par Asmodeus. Il l'aidera aussi à combattre la horde de Cluny le Fléau dans la Bataille Finale. Il meurt tué par Salik en sauvant la vie de Matthias à la fin de la saison 2 (épisode 11). Agonisant, il trouvera la geôle des enfants de Redwall en suppliant ses hommes de l'arrêter. Il choisit Fredo comme nouveau chef de sa tribu et meurt heureux d'avoir retrouvé Mattiméo et ses amis, (épisode 12).
- L'abbé Mortimer : « Chef » de l'abbaye de Redwall, l'abbé Mortimer fait tout au mieux pour que les habitants de l'abbaye vivent en paix entre eux et avec les autres. La situation se complique gravement avec l'arrivée de Cluny le Fléau à ses portes. Il tentera tout d'abord de régler le problème pacifiquement mais c'est totalement impossible. Il décide alors que les habitants de Redwall vont avoir à se battre pour leur liberté. Il meurt heureux en apprenant que la bataille est gagnée, lors du dernier épisode de la saison 1.
- Myrtille : Grande sœur de Matthias, elle est la seule à échapper à la mort par les rats avec son frère. En fuyant, elle tente d'échapper à Asmodeus, mais fait une mauvaise chute et meurt peu après à l'infirmerie de Redwall.

### Saison 2
- Le Général Becdacier : Chef de la bande de corbeaux qui attaque Redwall, Il est avec Salik le barbare le principal antagoniste de la saison 2. Il apparaît pour la première fois dans l'épisode 6 avec Pelé et son armée. Terreur des Pays du Nord, Il ne désire qu'une chose, prendre possession du bâtiment principal de Redwall. Il est très arrogant et lâche. Il est tué par Foudre dans le dernier épisode de la saison 2.
- Pelé : Second de Becdacier, il l'assiste dans sa guerre contre Redwall. Il est finalement tué par Constance dans le dernier épisode de la saison 2.
- Roland la Hache : Blaireau au physique très impressionnant vivant dans les plaines de l'Ouest, Roland la Hache est le père d'Émée. Quand-celle-ci sera enlevé par Salik, il jurera de retrouver celui-ci et de le tuer de ses propres mains. Lors de l'épisode 3 de la saison 2, il est aux prises avec une famille de hérissons l'accusant d'avoir enlevé Jubilation (fils unique de la famille comptant dix filles). C'est à cette occasion qu'il rencontre Matthias, Basile, Jess et Toupie, eux aussi à la recherche d'enfants enlevés (ceux de Redwall), ils s'expliquent alors et décident d'unir leurs forces pour traquer et tuer Salik. Roland la Hache est probablement le gentil le plus fort de l'équipe de Matthias, écrasant sans grande peine un grand nombre de rats. C'est également lui qui tuera le colossal maître des esclaves de Malkariss contre lequel Matthias se battait en duel pour sauver la vie de celui-ci. Survivant à la bataille, il rejoint Redwall et y vit avec sa fille à la fin de la saison 2 ; il devient également instructeur en combat.
- Salik le Barbare/Vole Poulet : Renard masqué rusé et intelligent, c'est le principal antagoniste de la saison 2 (bien qu'il travaille partiellement pour Malkariss). C'est lui qui enlèvera entre autres Mattiméo, Ben, Béatrice, Cécile, mais également Émée et Jubilation. Il est en réalité marchand d'esclaves pour Malkariss bien qu'il ait des hommes à lui (essentiellement composés de belettes, contrairement à ceux de Malkariss qui sont tous des rats). Il enlève Mattiméo et les autres grâce aux indications de Vil, son espion. Cet enlèvement lui permet de faire d'une pierre deux coups :

1. Se venger de Matthias qui l'a défiguré (selon ses dires). Dans la saison 1 il s'appelle « Vole-Poulet » et est le fils de Sella, une guérisseuse qui a soigné Cluny le Fléau. Il a tué Matusalem. Sa mère sera tuée par Cluny et sa horde. À la fin de l'épisode 3 de la saison 1, il se retrouve devant Asmodeus et il est présumé mort. On apprend dans la saison 2 qu'il est vivant, (mais on ignore comment il a survécu), qu'Asmodeus l'a défiguré, et que son venin a affecté sa mémoire et rendu fou (quand il monte sa horde les uns contre les autres pour qu'ils s'entretuent, et tue Vil sans pitié).
2. Fournir de la main-d'œuvre à Malkariss en échange d'un territoire et d'une forteresse. Territoire qu'il n'obtiendra d'ailleurs pas, car Malkariss refuse de respecter sa part du marché. Il recevra néanmoins 80 hommes. Il projettera de tuer Malkariss une fois son territoire et sa forteresse obtenus. Après la grande bataille, ses projets demeurent inchangés : dominer. Il tuera Vil sans raison. Il meurt finalement en perdant l'équilibre et tombant dans un vieux puits alors qu'il est poursuivi par Matthias et Roland la Hache. Il possède des bolas avec lesquelles il a la réputation de ne jamais rater sa cible. Il est par ailleurs l'un des deux seuls personnages à avoir survécu à Asmodeus (avec Matthias). Après avoir tout perdu par la faute de Matthias, il répond simplement « Salik sera le grand gagnant, quoi qu'il arrive. Si ce sont les Robes Noires les vainqueurs, je les dominerais. Si Nadaz survit, je le supprimerais, sous prétexte qu'il a trahi Malkariss. Si les habitants de Redwall sont victorieux, je tuerais Matthias et lui prendrais son épée. Quoi qu'il arrive, Salik sera le grand gagnant. » Salik est finalement tué, en tombant dans le puits dans lequel il s'était enfui du royaume de Malkariss, aveuglé par des miettes de cailloux alors qu'il voulait tuer Matthias et Roland la Hache en leur lançant un énorme rocher dans le dernier épisode de la saison 2.

- Fieffé : Membre de la horde de Salik. Lui et Mord Museau ont pour mission d'orienter Matthias et ses amis (Basile et Jess) sur une fausse piste, avant de rejoindre leur chef. Après avoir été attaqués par Roland la Hache, hors de l'écran, ils meurent tous deux avalés par des sables mouvants (épisode 3).
- Mord Museau : Membre de la horde de Salik. Lui et Fieffé ont pour mission d'orienter Matthias et ses amis (Basile et Jess) sur une fausse piste, avant de rejoindre leur chef. Après avoir été attaqués par Roland la Hache, hors de l'écran, ils meurent tous deux avalés par des sables mouvants (épisode 3).
- Lamitte : Membre de la horde de Salik. Il avait pour mission de surveiller les esclaves, dans l'épisode 4. Salik le tue en le poussant du haut d'une falaise pour son incompétence, à avoir laissé Mattiméo et ses amis s'enfuir brièvement, (épisode 6).
- Twane : Musaraigne lâche et renégate apparaissant pour la première fois dans l'épisode 5. Il veut devenir le nouveau Dugudule et rejoint Salik pour le prévenir que Matthias et ses amis sont sortis de la caverne et sont à ses trousses. Il souhaite rejoindre la horde de Salik avec ses camarades, et ce dernier les acceptent mais en tant qu'esclaves. Twane est finalement tué par les Peinturlurés quand le groupe entre dans leur forêt, (épisode 6).
- Pierre Mouchetée : Chef d'une bande de rats apparaissant pour la première fois dans l'épisode 6. Il aide Salik et sa horde en retardant Matthias et ses amis. Il les affronte avec ses guerriers mais voyant que la bataille est perdue, il tente de s'enfuir mais est tué par Dugudule qui lui lance son épée dans le dos, (épisode 8).
- Rabageois : Membre de la horde de Salik. Il est tué par un membre des Robes Noires dans l'épisode 10.
- Bouffi : Membre de la horde de Salik. Quand Salik monte les membres de sa horde les uns contre les autres, les camps de Queue de Rat et Trois Griffes s'affrontent et il est tué dans la bataille, (épisode 10).
- Chico : Membre de la horde de Salik. Quand Salik monte les membres de sa horde les uns contre les autres, les camps de Queue de Rat et Trois Griffes s'affrontent et il est tué dans la bataille, (épisode 10).
- Queue de Rat : Membre de la horde de Salik et rival de Trois Griffes. Quand Salik monte les membres de sa horde les uns contre les autres, les camps de Queue de Rat et Trois Griffes s'affrontent et il est tué dans la bataille, (épisode 10).
- Trois Griffes : second de Salik et rival de Queue de Rat. À part Mattiméo, il est le seul à connaître la véritable identité de Salik. Quand Salik monte les membres de sa horde les uns contre les autres, les camps de Queue de Rat et Trois Griffes s'affrontent, il survit puis est exilé au sud avec l'Efflanqué, Barbo, Verrue et Chifmolle (épisodes 10 et 11).
- L'Efflanqué : Membre de la horde de Salik. Quand Salik monte les membres de sa horde les uns contre les autres, les camps de Queue de Rat et Trois Griffes s'affrontent, il survit puis est exilé au sud avec Trois Griffes, Barbo, Verrue et Chifmolle (épisodes 10 et 11).
- Barbo : Membre de la horde de Salik. Quand Salik monte les membres de sa horde les uns contre les autres, les camps de Queue de Rat et Trois Griffes s'affrontent, il survit puis est exilé au sud avec Trois Griffes, l'Efflanqué, Verrue et Chifmolle (épisodes 10 et 11).
- Verrue : Membre de la horde de Salik. Quand Salik monte les membres de sa horde les uns contre les autres, les camps de Queue de Rat et Trois Griffes s'affrontent, il survit puis est exilé au sud avec Trois Griffes, l'Efflanqué, Barbo et Chifmolle (épisodes 10 et 11).
- Chifmolle : Membre de la horde de Salik. Quand Salik monte les membres de sa horde les uns contre les autres, les camps de Queue de Rat et Trois Griffes s'affrontent, il survit puis est exilé au sud avec Trois Griffes, l'Efflanqué, Verrue et Barbo (épisodes 10 et 11).
- Malkariss : Le plus important (mais aussi le plus mystérieux) des antagonistes de la saison 2. Malkariss ne montre jamais sa véritable apparence, se cachant toujours dans la colossale statue en forme d'ours se trouvant au milieu de sa cité souterraine. Il n'en descend pratiquement jamais. En réalité, sous sa voix très impressionnante (dans la statue) se cache un vieux putois affreux et faible (mais sadique). Lorsque Matthias découvrira que c'est « ça » Malkariss, il ne masquera pas son étonnement et sera effrayé par celui-ci. Malkariss sera finalement lapidé par ses propres prisonniers et mourra sous les yeux de Matthias mais aussi de Salik, qui s'en réjouira, dans l'épisode 12.
- Nadaz : Le second de Malkariss. Nadaz est un rat ressemblant à ses hommes (bien qu'il soit plus malin et plus méchant), il est l'intermédiaire entre Malkariss et ses hommes, même lui ne connaissait probablement pas la véritable apparence de Malkariss. Il apparaît pour la première fois dans l'épisode 10. C'est avec lui que Salik parlera pour sa récompense. En plus d'être intermédiaire, il est le commandant sur le terrain des robes noires (les hommes de Malkariss). Voyant ses troupes se faire massacrées il se réfugie dans la statue de Malkariss. Il commet l'erreur de narguer les rebelles et meurt quand Matthias et Roland la Hache détruisent la statue, la tête de celle-ci (avec Nadaz à l'intérieur) s'écrasera dans le ravin, dans le dernier épisode de la saison 2.
- Le Maître des esclaves: Wearet/Bellray (dans la VF) (bête créée par Brian Jacques), c'est le plus gros animal terrestre de la saison 2 (devant Roland la Hache) et probablement également le plus fort. Armé d'un filet et d'une lance barbelée, il affrontera Matthias sans aucune crainte (il le surpassait très largement physiquement). Lors de ce duel, il manquera à plusieurs reprises de tuer celui-ci pour finalement le faire tomber dans le ravin. Tout le monde le croira mort alors qu'en fait Matthias a réussi à s'accrocher à une corde. Il essaiera de tuer Matthias en coupant la corde à laquelle il s'est accrochée. De rage, Roland la Hache assénera un violent coup de hache dans l'arrière du crâne du Maître, celui-ci mourut sur le coup, (épisode 12). Il n'est donc pas battu dans un véritable affrontement face à face (ce qui aurait certainement été très difficile malgré la grande force de Roland la Hache).
- Les Robes noires : Soldats de Malkariss dans la saison 2. Ils sont effrayants mais n'ont pas de grande force seuls, ils sont largement plus efficaces en masse. Ils sont commandés par Nadaz sur le terrain. On ne connaît pas leur nombre exact mais on peut tabler sur plusieurs centaines étant donné que Salik en reçoit déjà 80 pour ses bons et loyaux services. De plus, leur nombre pose pas mal de problèmes aux héros lorsqu'ils doivent se battre dans la cité souterraine. La majorité d'entre eux est tuée dans la bataille finale du Royaume de Malkariss, les éventuels survivants sont tués dans l'effondrement de la cité souterraine causé par Mathias et Roland la Hache.
- Vil : Jeune rat (probablement de l'âge de Mattiméo), il est l'espion de Salik (bien que celui-ci le méprise totalement). Il lui permet tout de même d'enlever les enfants de Redwall. Lui et Mattiméo se détestent réciproquement. Celui-ci ne lui accorde aucune confiance (et on se rend compte après qu'il avait raison). Il est malmené par tout le monde durant la saison 2, y compris par ses « alliés », pour finalement être tué par Salik après la bataille de la cité souterraine dans le dernier épisode de la saison 2.
- Aimée : Fille de Roland la Hache, elle est enlevée par Salik lors du premier épisode de la saison 2. Très courageuse, elle est la plus grande alliée de Mattiméo lors de leur captivité. Elle n'hésitera pas à se battre contre les hommes de Salik et plus tard, contre ceux de Malkariss aux côtés de son père et de Matthias. À la fin de la saison 2, elle survit à la bataille et va vivre à Redwall avec son père. Dans les romans, elle succède à Constance en tant que dame blaireau.
- Toupie : Jeune loutre femelle, est rencontrée lors de la saison 2 par Matthias, Basile et Jess alors qu'ils recherchaient les enfants de Redwall. Au départ insolente et immature, elle montre son utilité par son agilité, sa rapidité et son franc-parler. Elle admire beaucoup Basile pour son statut de guerrier et combat souvent à ses côtés, bien qu'elle ne manque pas de se moquer de lui en le traitant souvent de "vieux grognon".
- Bébé Boule : bébé campagnol grassouillet.Le seul enfant de Redwall à ne pas être enlevé par Salik et ses hommes. À Redwall, il aidera (bien malgré lui) à la résolution de bon nombre d'énigmes clé pour retrouver la trace de Salik et ses hommes ainsi que leurs captifs.
- Madame Camparenne : mère de Bébé Boule, elle est tuée hors de l'écran par Salik entre l'épisode 1 et 2.
- Hugo : Cuisinier en chef de Redwall dans la saison 1 et 2. Il aide Constance, Basil et Matthias à construire une arbalète pour tuer Cluny le Fléau mais le plan échoue. Il survit à la bataille finale contre la horde de Cluny puis est tué hors de l'écran par Salik dans l'épisode 2 de la saison 2.

### Saison 3
- Rose de Beauval : Elle recherche son frère Brome qui s'est enfui de chez lui. Elle est accompagnée par Grégoire. Lors d'une nuit pluvieuse, elle entend Martin, qui a été attaché dehors par Barabal pour être offert en pâture aux goélands. Elle réussira à le sauver avec l'aide de Grégoire. Elle tombera amoureuse de lui, et ce sera réciproque, voir confirmé par deux fois, tout d'abord sur le bateau en route pour la forteresse de Marshank (puisque Martin lui dit qu'il l'aime), puis peu de temps avant la bataille finale, où elle l'embrasse. Mais cet amour ne durera pas longtemps, car durant la bataille, Rose est prise en otage par Barabal, et tuée par la propre épée de son amoureux (que Barabal avait volée auparavant), pour l'empêcher de se faire tuer. Sa tombe est recouverte de roses, et l'on apprend par la suite que quelques boutures prélevées sur sa tombe ont été replantées à l'abbaye de Redwall, sous le nom de « Rose Tardive », « très résistante » aux dires de Baptiste l'archiviste.
- Proserpine : femelle hérisson que Martin, Rose et Grégoire rencontrent à la suite de leur naufrage. Esclave de la tribu des musaraignes dirigée par la reine Mulotta, Proserpine se lie d'amitié avec ce nouveau trio d'esclaves, et les accompagnent dans leurs aventures lorsque Martin, ayant sauvé Marmouset, fils de Mulotta, des serres d'un oiseau de mer, permet à ses amis de regagner leur liberté. Dans les romans, elle est remplacée par Bonam, un hérisson male.
- Grégoire : taupe mâle, qui accompagne Rose pour retrouver Bron. Il l'aide ensuite à libérer Martin et se lie d'amitié avec lui ainsi que François et Proserpine. Il accompagne Martin, Rose et Proserpine dans leurs aventures.
- François : Jeune écureuil de l'âge de Martin, lui-aussi esclave de la forteresse de Marshank avec son père Bertrans. Courageux, intelligent et déterminé, il parvient, grâce à l'appui de Brome et d'une troupe d'intermittents du spectacle, à faire évader un grand nombre d'esclaves de Marshank. Il tombe amoureux de Caroline et réciproquement. Il devient néanmoins aveuglé par sa haine envers Barabal, (surtout après la mort de son ami Jean-Jean dans l'épisode 11), et tente de le tuer, mais au moment où il s'apprête à le faire, Barabal répète "Marshank" trois fois, ses sbires viennent s'en prendre à François et le tuent à force de coups (épisode 12).
- Caroline : Jeune écureuil faisant partie de la troupe de Merlin et Marguerite, elle devient la petite amie de François. Tout comme ses amis, elle rejoint les rangs des combattants de "Fourrure et Liberté". Quand Brom est attristé par la mort de François elle le réconforte, triste également d'avoir perdu l'amour de sa vie. Elle participe à la bataille finale où elle fait honneur à François notamment eu tuant Horeste Lapeste.
- Brome de Beauval : Jeune souriceau, frère de Rose. On apprend qu'il est parti de Beauval , qu'il a été capturé et fait esclave à Marshank, où il rencontre Martin et François. Après leur évasion, il se retrouve une nouvelle fois séparé de sa sœur, et se retrouve avec François. Tous deux rejoignent une compagnie de comédiens itinérants, et formeront ensemble une espèce de groupe de résistants. Après la première évasion orchestrée par François, Brome veut aller libérer seul les autres esclaves, afin d'épater les autres, et surtout François, qu'il considère comme un modèle. Il réussit, grâce à un déguisement de garde et avec l'aide de la loutre Célia. Il est très affecté par la mort de son héros et de sa sœur.
- La tribu des Empiriques : Une bande d'écureuils peinturlurés, anarchiques et voleurs. Le quatuor mené par Martin y sera confronté, et Martin remportera son combat contre leur chef, malgré les combines et fourberies employées par ce dernier. Sous leurs airs insolents et leur conduite sans manières, ils ont une peur bleue de Barbe (Tetrok dans Le fils de Luc), la chouette qui vit dans ces bois. Ils aideront Martin contre la horde de Barabal dans la Bataille de Marshank.
- Barabal : Une hermine au sourire carnassier, décrit comme "le fléau des côtes de Marshank" et principal antagoniste de la saison 3. Il est fin stratège mais également arrogant et lâche. Dans les romans, son nom est Tarkan le Tyran. Il dirige la forteresse de Marshank, ainsi qu'une bonne trentaine d'hommes et une ribambelle d'esclaves, qu'il traite à coups de fouet. Il a capturé Martin étant enfant, peu après le départ en mer de son père Luc le guerrier, qu'il tue sûrement lors d'un combat hors de l'écran, confisque l'épée que ce dernier lui avait légué, et fait tuer sa grand-mère, seule famille qu'il lui restait. Barabal est l'ancien compagnon et l'ennemi juré du corsaire Butor Lagriffe. Il meurt, embroché par l'épée de Martin lors de la bataille finale de Marshank (épisode 13).
- Garou : Capitaine de Barabal. Il reçoit pour mission d'empoisonner Lagriffe, car Barabal ne le supporte plus. Il est tué par Diablo (guerrier de Lagriffe), quand ce dernier lui envoie un couteau dans le dos croyant que c'était Barabal qui sortait de sa tente, (épisode 8). Barabal découvre sa mort dans l'épisode suivant.
- Crocs Croisés : Second de Butor Lagriffe. Il rejoint les troupes de Barabal avec ses compagnons, après que ce dernier les a obligés à abandonner leur capitaine. Il devient le nouveau second de Barabal. Voyant que la bataille est perdue, il tente de s'enfuir mais échoue et meurt dans la bataille finale, tué par Martin et Mulotta la reine des musaraignes pigmées (épisode 13). Lagriffe trouve son corps et lui dit qu'il aurait dû lui rester fidèle (épisode 13).
- Horeste Lapeste : Capitaine de Barabal (et apparemment ancien membre d'équipage de Lagriffe, avant le début de la série). Il est tué dans la bataille finale de Marshank, par Caroline. Lagriffe trouve son corps et lui dit qu'il aurait dû lui rester fidèle (épisode 13).
- Raoul : Capitaine de Barabal. Il est tué, hors de l'écran, dans la bataille finale de Marshank (épisode 13).
- Dent Dure/Frokist : Capitaine de Barabal. Il est tué dans la bataille finale de Marshank par un des Empiriques (épisode 13).
- Loupeur : Capitaine de Barabal. Il est tué, hors de l'écran, dans la bataille finale de Marshank (épisode 13).
- Chico : Capitaine de Barabal. Il est tué, hors de l'écran, dans la bataille finale de Marshank (épisode 13).
- Roland : Guerrier de Lagriffe. Il rejoint les troupes de Barabal après avoir été menacé par ce dernier. Il est tué dans la bataille finale de Marshank par un des Empiriques (épisode 13).
- Rafou : Archer de Lagriffe. Il rejoint les troupes de Barabal après avoir été menacé par ce dernier. Il est tué, hors de l'écran, dans la bataille finale de Marshank (épisode 13).
- Baratte : Guerrier de Lagriffe. Il rejoint les troupes de Barabal après avoir été menacé par ce dernier. Il est tué, hors de l'écran, dans la bataille finale de Marshank (épisode 13).
- Pas de Mouille : Archer de Lagriffe. Il rejoint les troupes de Barabal après avoir été menacé par ce dernier. Il devient Chef Archer de Barabal. Il est tué, hors de l'écran, dans la bataille finale de Marshank (épisode 13).
- Radeau : Belette borgne. Capitaine de Barabal. Il est envoyé par Barabal en mission, avec 10 hommes, pour rattraper les esclaves enfuis grâce à Brom (épisode 9). Ses hommes sont décimés par François puis par les marécages après qu'ils ont été attirés dans le piège de François et Brom (épisode 10). Réussissant à survivre, il revient à Marshank avec ses 2 hommes survivants, mais ils sont tués accidentellement par Barabal et ses archers, après que ces derniers ont été attaqués par les esclaves rebelles (épisode 11).
- Butor Lagriffe : Une énorme hermine à la barbe tressée, au rire trop fort et porté sur la bouteille (surtout du vin de Métrus), comme tout bon corsaire. Il s'agit, dans les romans, du capitaine Tramoun Os de Seiche Sock. Revanchard, il accuse Barabal de lui avoir volé ses esclaves dans le temps, et veut récupérer Marshank, usant de stratagèmes multiples. Vers la fin de la saison, son équipage se rallie à Barabal pour éviter de se faire tuer, et Butor se retrouve seul, préposé au rôle de fossoyeur en vue de la bataille se profilant. À la fin, il est le dernier "antagoniste" ayant survécu, et demeure ainsi seul maître de la forteresse.
- Diablo : Guerrier de Lagriffe. Il reçoit comme mission de tuer Barabal car son capitaine ne le supporte plus. Il assassine Garou croyant que c'était Barabal, puis il emporte sans le savoir le poison destiné à son capitaine et commet l'erreur de boire la cruche le contenant (épisode 8). Lagriffe découvre sa mort dans l'épisode suivant.
- La Malice : Second de Barabal. Un renard vicieux et manipulateur, qui pousse Thomas à trahir ses compères esclaves en lui fournissant de la nourriture contre des renseignements. Il a un morceau d'oreille arrachée par François, qui le visait avec une pierre pendant qu'il contemplait le supplice de Martin (épisode 1). Il incendie le bateau de Lagriffe, sur ordre de Barabal, puis il est capturé par les hommes de Butor Lagriffe grâce à Martin, et François qui s'était jeté sur lui. Lagriffe veut le tuer pour avoir brûlé son bateau mais La Malice dit qu'il ferait n'importe quoi pour vivre (épisode 3). Devenant espion pour Butor ce dernier le rend à Barabal en échange d'une "trêve". Torturé et considéré comme un traître, il est exécuté sur ordre de Barabal pour trahison (épisode 4). Lagriffe est montré triste de l'avoir perdu.
- Thomas : espion campagnol de La Malice. Après la mort de ce dernier, il devient espion de Barabal (épisode 5). Il est finalement tué par François, durant l'évasion de la majeure partie des esclaves de Barabal (épisode 6).
- Brutos : Guerrier de Butor Lagriffe, tué par François après avoir essayé de capturer Caroline, petite amie de François, (épisode 7).
- Marguerite : Blairelle faisant partie de la troupe d'itinérants rencontrés par Brome et François à la suite de leur naufrage. Très grande et très forte, elle est capable de tirer la lourde carriole contenant les esclaves évadés grâce à François, mais a également un grand cœur et une grande sagesse. Elle pourrait être une aïeule de Constance.
- Merlin : Lièvre à barbichette blanche et aux grands yeux verts, ce magicien a plus d'un tour dans son sac pour éblouir et mystifier son public. Il se rapproche de Butor Lagriffe dans le but de pouvoir faire représenter un spectacle aux troupes de Barabal (et surtout de pouvoir infiltrer la forteresse), se présentant à lui sous le sobriquet de "Nipal", ("C'est tout simplement 'Lapin' à l'envers" dit-il d'ailleurs). Friand de bonne nourriture, il peut faire penser à Basile Lelièvre, il pourrait être son aïeul.

## Épisodes

### Première saison:Redwall(1999)
1. Cluny le Fléau [1/2] (Cluny the Scourge, Part One). Mathias tombe sur une tapisserie où est représenté Martin Le guerrier qui lui parle. Il revit un souvenir cauchemardesque causé par Cluny Le Fléau (la séparation avec sa famille, la mort de sa sœur et son arrivée à l'abbaye de Redwall). Cluny use d'une ruse pour s'infiltrer dans Redwall. Il espère récupérer le portrait de Martin pour priver l'abbaye de son héros.
2. Cluny le Fléau [2/2] (Cluny the Scourge, Part Two). Ombre, un rat de Cluny parvient à transmettre le portrait de Martin à son maître bien que Matthias ait fait son possible pour l'arrêter. Selon Mathusalem, l'épée de Martin réapparaîtra quand un successeur digne de Martin se présentera. Mathias rencontre un certain Basile dans la forêt. Ce dernier est prêt aussitôt à les aider. Les rats lancent une grande offensive contre l'abbaye.
3. Trahison (Treachery). Fleur de Maïs parvient à déchiffrer la phrase codée de Martin : My Name that this (qui s'avère être une anagramme). Ils découvrent la tombe de Martin. Le bouclier s'y trouve mais pas l'épée. Les rats de Cluny creusent sous l'Abbaye dans l'espoir de la faire tomber.
4. Le Royaume de Sparra (Sparra's Kingdom). En mettant incorporant le bouclier dans un emplacement prévu pour lui et en récitant, Mathias découvre que la girouette cache quelque chose. Il cherche à l'atteindre. Il croise une femelle écureuil. La tâche s'avère ardue quand des volatiles l'en empêche. Un des moineaux parle d'une épée. Mathias espère que c'est celle du héros de l'abbaye.
5. Ivy la Terrible (Cluny's Clowns). Une troupe de cirque se dirige vers l'abbaye. Matthias et ses amis font la connaissance d'Ivy La Terrible. Cluny y voit l'occasion de tenter un coup machiavélique en se déguisant.
6. L'Étendard est levé (High Standards)
7. Capitaine Neige (Captain Snow)
8. Plan de bataille (Battle Plans)
9. Le Visiteur (The Visitor)
10. Œil pour œil (A Favor Returned)
11. Asmodeus (Asmodeus). Mathias se rend dans l'antre d'Asmodeus le serpent qu'il y retrouve endormi avec des musaraignes. Il y trouve l'épée étincelante de Martin le Guerrier. Mais l'occupant des lieux veille toujours…
12. Le Souterrain (Underground)
13. La Dernière Bataille (The Last Conflict)

### Deuxième saison:Redwall: L'Histoire de Mattimeo(2000)
1. Salik le Barbare (Slagar The Slaver). Salik, un marchand d'esclaves avide de vengeance parvient à enlever des enfants de Redwall dont Mattiméo le fils de Matthias en abusant de la confiance de ses ennemis lors de tour de magies.
2. Salik lève le masque (The Magician Revealed). Mathias se réveille avec effroi. Tout le monde a été drogué par Salik. Ils partent à sa recherche. Le Renard masqué se présente aux prisonniers mais Mattimeo ose lui tenir tête.
3. Là où vont les tout-petits (Where the Little Folk Go)
4. Trouvé… et perdu (Found… And Lost)
5. Être un guerrier (To Be a Warrior)
6. Becdacier (Ironbeak)
7. Péril en montagne (Peril in the Toplands)
8. Amis et Ennemis à plumes (Feathered Friends and Foes)
9. Le Gouffre (The Abyss)
10. Malkariss (Malkariss)
11. La Bataille (Battle). Les enfants enlevés sont conduits à Malkariss qui souhaite les faire travailler dans son royaume souterrain. L'équipe de sauvetage trouve l'entrée secrète puis s'enfonce dans les galeries dans les profondeurs de la terre. Les robes noires encerclent la statue parlante Malkariss pour la protéger au péril de leurs vies.
12. Enfin réunis (Reunited). Matthias affronte en duel le champion de Malkariss. Malkariss se montre en ne se dissimulant plus derrière l'imposante statue. Salik s'apprête à attaquer par derrière Matthias.
13. Retour à Redwall (Return to Redwall). Bien que Mathias, Mattimeo & leurs amis triomphent de leurs ennemis, Salik s’obstine à réussir quitte à s'en prendre directement à Matthias. L'armée de Bec d'Acier est contrainte quant à elle de déserter les murs de Redwall.

### Troisième saison:Redwall: L'Histoire de Martin le guerrier(2001)
1. Capturé (Captured)
2. Le Retour de Butor la Griffe (The Return of Clogg)
3. Échappés de Marshank (Escape from Marshank)
4. Nouveaux Amis et vieux Ennemis (New Friends and Old Enemies)
5. Une troupe magique (The Play's the Thing)
6. Monstres et Liberté (Freedom and Monsters)
7. La Grande Évasion (The Great Escapes)
8. Vers les montagnes (From Marshes to Mountain Heights)
9. Héros et Balourds (Heroes and Fools)
10. Le Tunnel (Tunnel Vision)
11. La Vengeance de François (Felldoh's Revenge)
12. La Bataille de Marshank (Battlefield Marshank)
13. Rose de Beauval (Rose of Noonvale)

## Autour de la série
- Alors que la première saison de la série, intitulée simplement Redwall, ne raconte que l'histoire de Matthias, la deuxième saison, intitulée Redwall, l'histoire de Mattiméo, est largement centrée sur le personnage de son fils Mattiméo apparu à la fin du treizième épisode. La troisième saison raconte l'histoire de Martin le Guerrier contre son ennemi juré Barabal (assassin de son père).
- La phrase « I, Matthias » (« moi, Mat(t)hias ») est l'anagramme de « I am that is » (« Je suis ce qui est »), la devise de Martin le guerrier
- Constance, lors d'un raid de Becdacier, fait référence à des arquebusiers. Or l'arquebuse est un fusil primitif et les armes à feu n'existent pas dans l'univers de Redwall.
- Lors du générique, on voit une scène de banquet à l'abbaye, représentation animalière du tableau Le Repas de noce de Pierre Brueghel l'Ancien.